# HD 30080
HD 30080 är en ensam stjärna i den norra delen av stjärnbilden Gravstickeln. Den har en skenbar magnitud av ca 5,66 och är  svagt synlig för blotta ögat där ljusföroreningar ej förekommer. Baserat på parallax enligt Gaia Data Release 2 på ca 5,6 mas, beräknas den befinna sig på ett avstånd på ca 586 ljusår (ca 180 parsek) från solen. Den rör sig närmare solen med en heliocentrisk radialhastighet på ca -4 km/s.

## Egenskaper
HD 30080 är en orange till gul jättestjärna av spektralklass K3 III, som har förbrukat förrådet av väte i dess kärna och utvecklats bort från huvudserien. Den har en massa som är ca 1,2 solmassor, en radie som är ca 31 solradier och har ca 300 gånger solens utstrålning av energi från dess fotosfär vid en effektiv temperatur av ca 4 300 K.